# Ocrasa albidalis
Ocrasa albidalis är en fjärilsart som beskrevs av Walker 1866. Ocrasa albidalis ingår i släktet Ocrasa och familjen mott. Inga underarter finns listade i Catalogue of Life.